# Володимиро-Павлівка
Володи́миро-Па́влівка — село в Україні, у Софіївській сільській громаді Баштанського району Миколаївської області. Населення становить 96 осіб.